# Macatutes
Els macatutes (llatí: Macatutae, grec antic: Μακατοῦται) foren un poble libi esmentat per Ptolemeu, segons el qual habitaven a l'oest de la Cirenaica, al peu dels Monts Velps.
Els Monts Velps són segurament les elevacions del terreny al sud del Gran Sirte, i els macatutes devien viure com a nòmades cap a l'interior d'aquestes terres. És possible que fossin una branca dels maces del Sirte, i probablement són el mateix poble que els màcetes que esmenta Sinesi de Cirene.